# Ricciolo d'Italia
Le Ricciolo d'Italia (littéralement, en italien : la « mèche de cheveux d'Italie ») est une étroite section italienne frontalière du Vatican, prenant la forme d'un arc-de-cercle de 70 m de long, mais d'une largeur maximale de 3 m.

## Description

Carte du Vatican mettant en évidence, en rouge, la localisation du Ricciolo d'Italia.

Le Ricciolo d'Italia débute près de la porte Angelica (it), là où la frontière entre l'Italie et le Vatican, qui suit le mur léonin, arrive sur la colonnade de la place Saint-Pierre : au lieu de rejoindre directement cette dernière, elle oblique sur la droite. En conséquence, un étroit morceau de territoire italien sépare le nord de la colonnade du reste du territoire vatican : le Ricciolo d'Italia. Il mesure 3 m de large,, 70 m de long et, comme il suit le bord de la place Saint-Pierre, il possède la forme d'un arc d'ellipse.
D'est en ouest, le Ricciolo d'Italia est surplombé par plusieurs édifices et construction dont la vue est limitée par leur extrême proximité avec la colonnade de Saint-Pierre : la porte San Pellegrino, qui mène à la cour de la caserne de la Garde suisse pontificale, l'église Saint-Martin et Saint-Sébastien des Suisses, un bureau de la poste vaticane accessible au public et le palais du Vatican, qui en marque l'extrémité,.
Ce morceau de territoire italien est souvent considéré, à tort, comme territoire vatican, à cause de sa localisation incongrue et pour des raisons pratiques. Seul l’extrémité ouest du ricciolo est librement accessible.

## Histoire
Le Ricciolo d'Italia tire son existence des accords du Latran, signés en 1929. L'article 3 indique de façon générique que « les limites de la dite Cité [du Vatican] sont indiquées sur le plan qui constitue l'annexe I du dit traité, dont il fait partie intégrante. » Selon le même article, lorsque le Saint-Siège souhaite restreindre l'accès à la place Saint-Pierre, les forces italiennes doivent se retirer au-delà de la colonnade et de son prolongement. L'article 15 confirme que la souveraineté vaticane ne s'étend pas aux zones adjacentes à la colonnade.
La carte au 1:5000 constituant l'annexe I, signée par Benito Mussolini et le cardinal Pietro Gasparri, n'est pas particulièrement détaillée et, à certains endroits, diffère légèrement de la cartographie publiée dans la Gazzetta Ufficiale et les Acta Apostolicae Sedis. Faute d'une description précise de la frontière, une commission bilatérale est formée pour en définir le tracé ; en 1932, après trois années de travail, ses conclusions ne sont pas ratifiées. La commission n'ayant qu'un rôle consultatif, le gouvernement italien ne leur reconnaît aucune pertinence juridique.
Par le passé, la ville métropolitaine de Rome Capitale considérait la zone comme appartenant au Vatican, et n'a donc pas délivré de licence pour l'édicule situé à côté de la porte Angelica Le ricciolo semble néanmoins inclus dans la carte des limites communales, mais pas dans le cadastre.

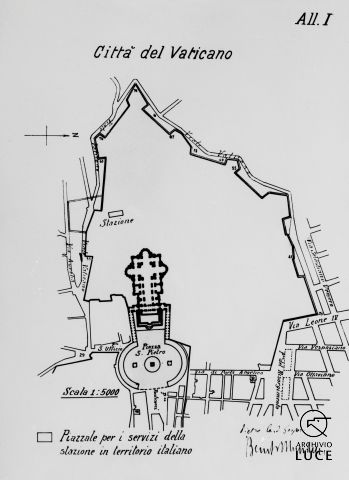
Carte annexée aux accords du Latran.
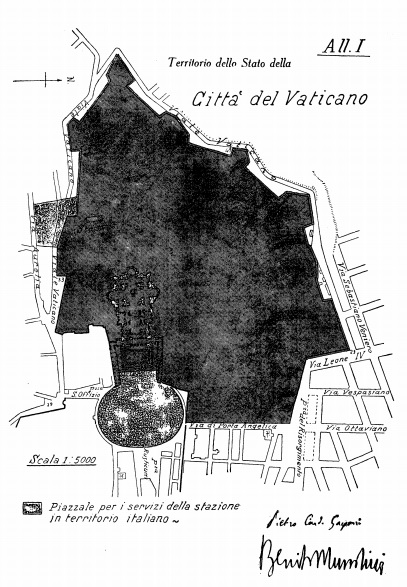
Carte publiée dans la Gazzetta Ufficiale.
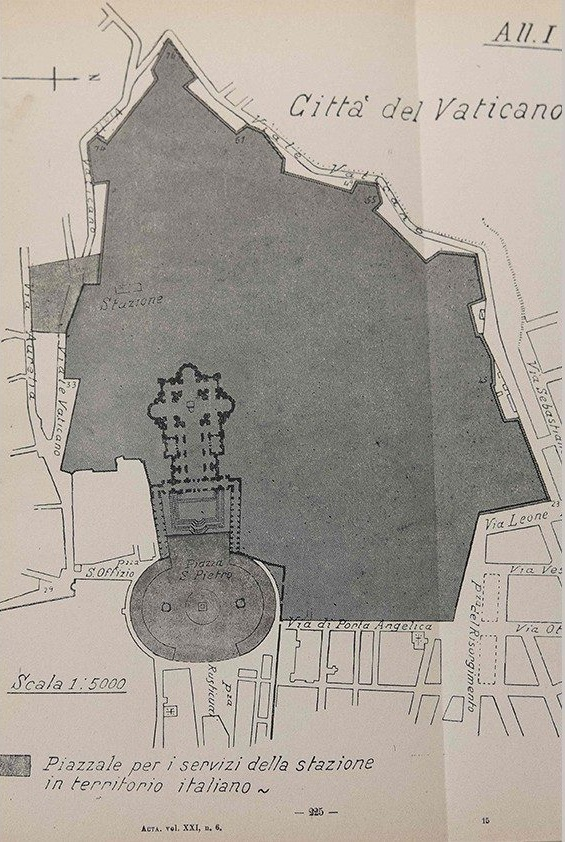
Carte des Acta Apostolicae Sedis.